# Mas del Carpa
El Mas del Carpa és una antiga masia del terme de Reus, situada a la partida de Rojals, al nord del Camí Vell de Constantí, a la vora dreta del barranc del Cementiri, amb l'accés principal per la carretera de Tarragona. La finca es va parcel·lar a partir dels anys seixanta i ha sorgit la Urbanització del Mas del Carpa, un conjunt urbanitzat de semi-luxe formada per xalets de bon nivell.
Hi ha un conjunt interessant d'habitatges, format per una filera recta de tres estatges i una altra de corba amb cinc estatges més per adaptar-se a la forma del carrer, que troba una bona orientació de llum per al conjunt. Construït amb el sistema tradicional de murs de càrrega, una coberta plana en pendent i la façana tancada amb elements lleugers i vidres busca una funcionalitat constructiva, El conjunt, edificat cap als anys seixanta del segle xx, actualment es veu deteriorat.